# Fanny von Wilamowitz-Moellendorff
Fanny Grevinde von Wilamowitz-Moellendorff født Fanny Malin Huldine Komtesse von Fock (3. maj 1882 i Stockholm - 5. juni 1956 i Stockholm) var en svensk aristokrat og forfatter.
Wilamowitz var datter af oberst Karl von Fock og Huldine f. Beamish. Hun giftede sig i 1903 med grev Wichard Hugo Heinning von Wilamowitz-Moellendorf, som døde på slagmarken 1916.
Wilamowitz udgav en række digte på svensk, men er først og fremmest kendt for sin biografi af sin søster Carin Göring, som var Hermann Görings første hustru. Bogen solgtes i 733.000 eksemplarer indtil dens sidste genudgivelse i 1943. Wilamowitz delte sin søsters nazistiske overbevisning.
 Der er for få eller ingen kildehenvisninger i denne artikel, hvilket er et problem. Du kan hjælpe ved at angive troværdige kilder til de påstande, som fremføres i artiklen.